# Kilmaine
Kilmaine är en ort i republiken Irland.   Den ligger i grevskapet Maigh Eo och provinsen Connacht, i den nordvästra delen av landet, 190 km väster om huvudstaden Dublin. Kilmaine ligger 34 meter över havet och antalet invånare är 166.
Terrängen runt Kilmaine är mycket platt. Runt Kilmaine är det ganska glesbefolkat, med 28 invånare per kvadratkilometer. Närmaste större samhälle är Ballinrobe, 9,5 km nordväst om Kilmaine. Trakten runt Kilmaine består i huvudsak av gräsmarker.